# Sisinio
Sisinio (Tiro, c. 604-Roma, 4 de febrero de 708) fue el papa 87.º de la Iglesia católica, desde el 15 de enero de 708 hasta su muerte 20 días después, el 4 de febrero.
Además del hecho de que era sirio y su padre se llamaba Juan, poco se sabe de los primeros años de vida o de la carrera de Sisinnio. En el momento de su elección al trono papal, Sisinnio sufría de gota severa, dejándolo débil. Durante el transcurso de su papado de veinte días, Sisinnio consagró un obispo para Córcega y ordenó el refuerzo de las murallas que rodeaban la capital papal de Roma. A su muerte, Sisinnio fue enterrado en la antigua basílica de San Pedro. Fue sucedido por el papa Constantino.

## Antecedentes

### Religiosos
A finales del siglo V, las iglesias de Oriente y Occidente estaban divididas sobre la controversia monofisita; Oriente aceptaba en gran medida que la naturaleza divina de Jesucristo eclipsaba su naturaleza humana, y Occidente (bajo la dirección del Concilio de Calcedonia de 451) creía en una unión hipostática. Los emperadores bizantinos orientales buscaron un compromiso teológico para mantener unidos sus dominios, pero los papas en Roma (la capital papal) sospechaban que albergaban simpatías heréticas y, en consecuencia, intentaron resistir las pretensiones imperiales de dominio sobre la Iglesia. En la época del papa Martín I (r. 649-655), las relaciones Este-Oeste se habían vuelto increíblemente tensas; a finales del siglo VII, como describe el historiador Eamon Duffy, «[e]l requisito de que los papas debían esperar la confirmación de su nombramiento por parte de Constantinopla antes de que pudieran ser considerados fue eliminado, el Exarca en Rávena [el representante bizantino en la península itálica] quedando facultado para emitir el mandato necesario».
El papel del papa en tiempos de Sisinio, y durante el primer milenio en su conjunto, se limitaba al de mediador. Como explica el teólogo Richard McBrien, los papas no pudieron nombrar a todos los obispos ni «gobernar la Iglesia universal». Tampoco publicaron encíclicas ni catecismos, y no pudieron canonizar santos ni convocar concilios ecuménicos.

### Políticos
Los siglos que precedieron al reinado de Sisinnio se caracterizaron por la intervención externa en la selección del Papa. El Imperio bizantino oriental nombró a hombres de la aristocracia romana para el cargo; el reino ostrogodo italiano eligió a miembros de la aristocracia provincial. Como explica el historiador Jeffrey Richards, «las razones de esto son tanto políticas como sociales». Los monarcas de ambos estados contaron con el apoyo de los grupos que instalaron en el trono papal. El siglo VII vio un cambio en los orígenes geográficos de los papas: sólo ocho de veintisiete papas entre 604 y 752 eran romanos, en comparación con la cifra de once de diecisiete entre 483 y 604. El cambio tiene su origen en la restauración del dominio bizantino sobre Italia bajo Justiniano I (r. 527-565), que vio la eliminación gradual del senado romano como institución a medida que las familias senatoriales eran ejecutadas o huían hacia el Este. Durante el gobierno del reino ostrogodo sobre Roma desde finales del siglo V hasta mediados del VI, el Senado tenía una gran influencia en la selección de nuevos papas, pero tras la reconquista imperial, el control sobre el trono papal ya no estaba en sus manos. En cambio, la elección del Papa quedó en manos del clero de Roma, el pueblo de la ciudad y la guarnición militar imperial. Richards sostiene que antes de la caída del Imperio romano de Occidente en 476 y después del surgimiento del Sacro Imperio Romano Germánico en Italia en 752, el «prestigio, poder e influencia» del Papa aumentó bajo la protección de las potencias imperiales, y señala El crecimiento del poder del papado durante los siglos VI y VII.
El predecesor de Sisinio, Juan VII (r. 705–707) fue instalado como obispo de Roma el mismo año que el emperador bizantino Justiniano II (r. 685–695, 705–711) fue restaurado en su trono. Poco después de recuperar el poder, este último envió a Juan varios decretos de derecho canónico del Concilio Quinisexto de 692, cualquiera de los cuales podía aprobar o rechazar. Preocupado por disgustar al emperador, el papa devolvió los decretos a Justiniano sin cambios.  La cuestión de los cánones del Quinisexto continuó durante el reinado del sucesor de Sisinnio, Constantino, quien viajó a Constantinopla en 711 para negociar con Oriente sobre el asunto.

## Biografía y papado

El Ducado de Roma (numerado 3) dentro del Imperio bizantino en la época de Sisinio.

Se conserva poca información sobre Sisinio antes de su elección al trono papal. Gran parte de lo que se sabe sobre él se deduce de cuatro líneas del Liber Pontificalis («Libro pontifical»), una colección de biografías papales. El historiador Jean Durliat afirmó que «[l]a concisión de su biografía puede interpretarse como resultado de la aversión hacia él por parte del clero romano, o tal vez como un reflejo de la ausencia de anomalía en una carrera eclesiástica que condujo naturalmente a el pontificado». Por nacimiento, Sisinio era sirio y su padre se llamaba Juan. Sisinio era respetado por su disposición moral recta y su preocupación por el pueblo de Roma, parte política y militar del Exarcado de Rávena. Como muchos de sus predecesores inmediatos, probablemente no era miembro de la clase alta, como lo indica la escasez de donaciones de oro y plata durante su pontificado y los pontificados de los papas entre él y el papa Honorio I en el siglo VII.
Sisinnio fue elegido obispo de Roma, probablemente en octubre de 707, y fue consagrado el 15 de enero de 708; el retraso de casi tres meses se debió a la espera de la confirmación de la elección de Sisinio por parte del exarca de Rávena. En el momento de su elección, Sisinio padecía gota y no podía alimentarse con las manos. Fue uno de los muchos papas medievales tempranos que eran ancianos, lo que Richards explica diciendo que «la vejez en los papas generalmente también presagiaba experiencia» en tareas administrativas o espirituales, que el electorado habría tenido en cuenta a la hora de elegir un nuevo papa. Durante su reinado, Sisinnio consagró un obispo para Córcega. También ordenó preparar cal para poder reforzar las murallas que rodeaban la ciudad de Roma, que para entonces se encontraban en mal estado debido a ataques pasados. La tarea nunca se ejecutó, ya que Sisinio murió en Roma el 4 de febrero después de un reinado de veinte días. Fue enterrado en la nave izquierda de la antigua basílica de San Pedro; su tumba fue destruida en el siglo XVII durante la demolición de la basílica. El siguiente Papa elegido fue Constantino, otro sirio, que fue consagrado el 25 de marzo de 708.